# Улица Обручевых
Улица О́бручевых — улица в Калининском районе Санкт-Петербурга. Проходит от улицы Гидротехников до проспекта Науки.

## История
Улица получила название в 1967 году в память о русских учёных, отце и сыне: Владимире Афанасьевиче и Сергее Владимировиче Обручевых.

## Здания и сооружения
- Военная академия связи им. С. М. Будённого
- НПО «Аврора»
- ОКБ «Авалон»[уточнить]
- ПС29[уточнить]
- Филиал ПАО "Ленэнерго" Кабельная Сеть Северный район

## Пересечения
- проспект Науки
- Улица Рериха
- улица Гидротехников